# Mohamed Mushimiyimana
Mohamed "Meddy" Mushimiyimana (sinh ngày 28 tháng 1 năm 1996) là một cầu thủ bóng đá người Rwanda hiện tại thi đấu cho Győri ETO ở Nemzeti Bajnokság I và đội tuyển quốc gia Rwanda ở vị trí tiền vệ.

## Sự nghiệp
Mushimiyimana khởi đầu sự nghiệp ở câu lạc bộ địa phương called AS Kigali, và sau khi từ chối một câu lạc bộ địa phương khác, năm 2015 anh ký hợp đồng với Győri ETO.

## Sự nghiệp quốc tế
Mushimiyimana có màn ra mắt quốc tế cho Rwanda ở vị trí dự bị trong thất bại ở lượt về tại Vòng loại Giải vô địch bóng đá châu Phi 2014 sau loạt sút luân lưu trước Ethiopia vào ngày 27 tháng 7 năm 2013.
| #  | Thời gian            | Địa điểm                                          | Đối thủ  | Kết quả      | Giải đấu                                         | Event   |
| -- | -------------------- | ------------------------------------------------- | -------- | ------------ | ------------------------------------------------ | ------- |
| 1. | 27 tháng 7 năm 2013  | Stade Amahoro, Kigali, Rwanda                     | Ethiopia | 1 – 0 (5-6p) | Giải vô địch bóng đá châu Phi 2014 Qualification | Vào sân |
| 2. | 14 tháng 8 năm 2013  | Stade Amahoro, Kigali, Rwanda                     | Malawi   | 0 – 1        | Friendly                                         | 78'     |
| 3. | 8 tháng 9 năm 2013   | Sân vận động Charles de Gaulle, Porto Novo, Bénin | Bénin    | 0 – 2        | Vòng loại giải vô địch bóng đá thế giới 2014     | 87'     |
| 4. | 16 tháng 11 năm 2013 | Sân vận động Quốc gia Mandela, Kampala, Uganda    | Uganda   | 0 – 0        | Friendly                                         | 90'     |
| 5. | 29 tháng 11 năm 2013 | Sân vận động Kenyatta, Machakos, Kenya            | Uganda   | 0 – 1        | Vòng bảng Cúp CECAFA 2013                        |         |
| 6. | 2 tháng 12 năm 2013  | Nairobi City Stadium, Nairobi, Kenya              | Sudan    | 0 – 1        | Vòng bảng Cúp CECAFA 2013                        | 76'     |
| 7. | 5 tháng 12 năm 2013  | Sân vận động Kenyatta, Machakos, Kenya            | Eritrea  | 1 – 0        | Vòng bảng Cúp CECAFA 2013                        | 85'     |
| 8. | 7 tháng 12 năm 2013  | Mombasa Municipal Stadium, Mombasa, Kenya         | Kenya    | 0 – 1        | Tứ kết Cúp CECAFA 2013                           | 69'     |

## Danh hiệu
AS Kigali
- Rwandan Cup: Vô địch (2013)
- Rwanda National Football League: Hạng ba (2013–14)
- Cúp Liên đoàn bóng đá châu Phi: Vòng Hai (2014)

Rwanda
- Cúp CECAFA 2013: Tứ kết